# Campeonato de Futsal de la OFC 2004
El Campeonato de Futsal de la OFC 2004 se llevó a cabo en Canberra, Australia del 25 al 29 de julio y contó con la participación de seis selecciones mayores de Oceanía, una menos que en la edición anterior.
Australia, campeón de las pasadas tres ediciones, logró revalidar el título tras ser el que hizo más puntos durante el torneo.

## Resultados
| País          | J | G | E | P | GF | GC | GD  | PTS |
| ------------- | - | - | - | - | -- | -- | --- | --- |
| Australia     | 5 | 5 | 0 | 0 | 20 | 0  | +20 | 15  |
| Nueva Zelanda | 5 | 4 | 0 | 1 | 22 | 14 | +8  | 12  |
| Vanuatu       | 5 | 3 | 0 | 2 | 21 | 11 | +10 | 9   |
| Fiyi          | 5 | 2 | 0 | 3 | 11 | 11 | 0   | 6   |
| Islas Salomón | 5 | 1 | 0 | 4 | 12 | 31 | −19 | 3   |
| Samoa         | 5 | 0 | 0 | 5 | 9  | 28 | −19 | 0   |

| Equipo 1      | Resultado | Equipo 2      |
| ------------- | --------- | ------------- |
| Nueva Zelanda | 4-2       | Vanuatu       |
| Samoa         | 0-4       | Fiyi          |
| Australia     | 9-0       | Islas Salomón |
| Islas Salomón | 6-3       | Samoa         |
| Fiyi          | 1-5       | Vanuatu       |
| Nueva Zelanda | 0-4       | Australia     |
| Samoa         | 4-7       | Vanuatu       |
| Islas Salomón | 4-8       | Nueva Zelanda |
| Australia     | 1-0       | Fiyi          |
| Fiyi          | 2-4       | Nueva Zelanda |
| Vanuatu       | 7-1       | Islas Salomón |
| Australia     | 5-0       | Samoa         |
| Fiyi          | 4-1       | Islas Salomón |
| Samoa         | 2-6       | Nueva Zelanda |
| Vanuatu       | 0-1       | Australia     |

## Campeón
| Campeonato de Futsal de la OFC 2004 |
| ----------------------------------- |
| Bandera de Australia                |
| Australia 4º Título                 |

## Clasificado al Mundial
- Australia